# 日本リバイバル同盟
日本リバイバル同盟（にほんリバイバルどうめい、Nippon Rivival Association、略称NRA）は聖霊派を中心とする、日本のリバイバルを標榜しているキリスト教系の団体、教会、個人を包括する団体。

## 沿革
- 20世紀初頭より、アメリカで始まった聖霊運動の流れに基づいている。
- 1996年5月ペンテコステ派、カリスマ派、聖霊の第三の波や力の伝道の立場に立つ聖霊派諸教会の結集を目指して、全国組織「日本リバイバル同盟」が結成された。
- 2003年に日本における緩やかな教会連合組織として事務局を大阪に移し、組織が再編成された。現在400以上近くの教会・団体が所属しており、共に祈り合う関係にある。

## 特色
- 聖書は誤りなき神のことばであり、信仰と生活の全ての規範であると信じている聖書信仰を持つ。
- 使徒行伝に記されている聖霊の働きを告白する信仰に立つ。

## 活動
- 2006年より、大阪、名古屋、北海道で祈りの祭典を行なっている。これは、イスラエルに本拠地を持つ、トム・ヘス牧師(Jerusalem House of Prayer for All Nations)の働きに呼応したものである。
- 2011年3月11日起きた、東日本大震災の被災者支援の働きを立ち上げている。
- 2011年5月には、大阪で賛美と祈りのセミナーを行なう予定である。

## メンバー
- 村上好伸（委員長）
- 大久保みどり（事務局長）
- 水野明廣（副委員長）